# Mario Castillo
Mario Alfonso Castillo (ur. 31 października 1951 w San Miguel) – salwadorski piłkarz, reprezentant kraju grający na pozycji obrońcy. 

## Kariera klubowa
Castillo przygodę z futbolem rozpoczynał w juniorskiej drużynie El Salvador. Od 1970 szkolił się w CD Dragón, z którego w 1972 przeniósł się do CD Águila. Wraz z drużyną trzykrotnie zdobył mistrzostwo Salwadoru w sezonach 1972, 1975/76, 1976/77. Odniósł także sukces w rozgrywkach kontynentalnych, zwyciężając w Lidze Mistrzów CONCACAF w 1976. 
Po 6 latach gry dla CD Águila przeszedł do C.D Santiagueño. Największym sukcesem odniesionym podczas gry w Santiagueño było mistrzostwo Salwadoru zdobyte w sezonie 1979/80. Od 1984 grał w Alianza, z której w 1986 powrócił do CD Águila. Tam też w 1987 zakończył karierę piłkarską.

## Kariera reprezentacyjna
Castillo po raz pierwszy w drużynie narodowej zagrał w 1979. Podczas eliminacji do Mistrzostw Świata 1982 zagrał w siedmiu spotkaniach. Eliminacje te zakończyły się pierwszym w historii Salwadoru awansem na turniej finałowy. 
Podczas hiszpańskiego mundialu wystąpił w jednym, pamiętnym spotkaniu Węgry - Salwador 10:1, w którym reprezentacja Salwadoru doznała najwyższej porażki w historii finałów MŚ. Był to zarazem ostatni mecz Castillo w reprezentacji. 
| Mecze i gole w reprezentacji | Mecze i gole w reprezentacji | Mecze i gole w reprezentacji | Mecze i gole w reprezentacji | Mecze i gole w reprezentacji | Mecze i gole w reprezentacji | Mecze i gole w reprezentacji |
| #                            | Data                         | Miasto                       | Przeciwnik                   | Gol                          | Wynik                        | Rozgrywki                    |
| ---------------------------- | ---------------------------- | ---------------------------- | ---------------------------- | ---------------------------- | ---------------------------- | ---------------------------- |
| 1.                           | 24.08.1980                   | Panama                       | Panama                       |                              | 3:1                          | El. MŚ 1982                  |
| 2.                           | 05.10.1980                   | San Salvador                 | Panama                       |                              | 4:1                          | El. MŚ 1982                  |
| 3.                           | 09.11.1980                   | Gwatemala                    | Gwatemala                    |                              | 0:0                          | El. MŚ 1982                  |
| 4.                           | 23.11.1980                   | San Salvador                 | Honduras                     |                              | 2:1                          | El. MŚ 1982                  |
| 5.                           | 30.11.1980                   | Tegucigalpa                  | Honduras                     |                              | 0:2                          | El. MŚ 1982                  |
| 6.                           | 10.12.1980                   | San José                     | Kostaryka                    |                              | 0:0                          | El. MŚ 1982                  |
| 7.                           | 21.12.1980                   | San Salvador                 | Gwatemala                    |                              | 1:0                          | El. MŚ 1982                  |
| 8.                           | 18.04.1982                   | San Salvador                 | Honduras                     |                              | 3:2                          | towarzyski                   |
| 9.                           | 22.04.1982                   | San Pedro Sula               | Honduras                     |                              | 1:1                          | towarzyski                   |
| 10.                          | 15.06.1982                   | Elche                        | Węgry                        |                              | 1:10                         | MŚ 1982                      |

## Sukcesy
CD Águila
- Mistrzostwo Salwadoru (3): 1972, 1975/76, 1976/77
- Liga Mistrzów CONCACAF (1): 1976

C.D. Santiagueño
- Mistrzostwo Salwadoru (1): 1979/80